# Marcello Alberini
Marcello Alberini (Roma, 1511 – Roma, 1580) fu un funzionario dello Stato Pontificio. I suoi Ricordi sono di grande importanza per le notizie precise che danno sul sacco di Roma del 1527, anche per quel che riguarda opere d'arte.